# LM-1日光聯絡機
LM-1日光英語：、日语：)是一款由富士重工研製的輕型聯絡機。

## 發展
在1952年成立後，富士重工取得T-34教練機的海外授權生產，其生產176架t-34教練機，並藉此研發出四座版的LM-1用做通訊任務。LM-1服役於日本航空自衛隊。在退役後，有數架流入美國民用市場，並被稱為Firdwards。

## 型號
- LM-1

採用大陸集團引擎的版本，共27架。
- LM-2

採用萊康明引擎的版本，共2架
- RTAF-2

泰國仿造的型號
- LM-11 Supernikko

採用萊康明GSO-480-B1A6發動機的版本，後編號為LM-2

## 外部連結
（页面存档备份，存于）